# Episodi di Murphy Brown (terza stagione)
La terza stagione della serie televisiva Murphy Brown è stata trasmessa in anteprima negli Stati Uniti d'America dalla CBS tra il 17 settembre 1990 e il 20 maggio 1991.
| nº | Titolo originale                             | Titolo italiano | Prima TV USA      | Prima TV Italia |
| -- | -------------------------------------------- | --------------- | ----------------- | --------------- |
| 1  | The 390th Broadcast                          |                 | 17 settembre 1990 |                 |
| 2  | Brown and Blue                               |                 | 24 settembre 1990 |                 |
| 3  | Loco Hero                                    |                 | 1º ottobre 1990   |                 |
| 4  | Strike Two                                   |                 | 15 ottobre 1990   |                 |
| 5  | The Gold Rush                                |                 | 22 ottobre 1990   |                 |
| 6  | Bob & Murphy & Ted & Avery                   |                 | 5 novembre 1990   |                 |
| 7  | The Last Laugh                               |                 | 12 novembre 1990  |                 |
| 8  | Rootless People                              |                 | 19 novembre 1990  |                 |
| 9  | The Bummer of 42                             |                 | 26 novembre 1990  |                 |
| 10 | Trouble in Sherwood-Forrest                  |                 | 10 dicembre 1990  |                 |
| 11 | Jingle Hell, Jingle Hell, Jingle All the Way |                 | 17 dicembre 1990  |                 |
| 12 | Retreat                                      |                 | 7 gennaio 1991    |                 |
| 13 | Eldin Imitates Life                          |                 | 14 gennaio 1991   |                 |
| 14 | Contractions                                 |                 | 21 gennaio 1991   |                 |
| 15 | Hoarse Play                                  |                 | 4 febbraio 1991   |                 |
| 16 | The Novel                                    |                 | 11 febbraio 1991  |                 |
| 17 | Terror on the 17th Floor                     |                 | 18 febbraio 1991  |                 |
| 18 | On Another Plane                             |                 | 25 febbraio 1991  |                 |
| 19 | On Another Plane                             |                 | 25 febbraio 1991  |                 |
| 20 | Driving Miss Crazy                           |                 | 4 marzo 1991      |                 |
| 21 | Everytime It Rains... You Get Wet            |                 | 18 marzo 1991     |                 |
| 22 | Corky's Place                                |                 | 8 aprile 1991     |                 |
| 23 | Small                                        |                 | 29 aprile 1991    |                 |
| 24 | The Usual Suspects                           |                 | 6 maggio 1991     |                 |
| 25 | Q & A on FYI                                 |                 | 13 maggio 1991    |                 |
| 26 | Uh-Oh (Part 1)                               |                 | 20 maggio 1991    |                 |